# 以諾魔法
以諾魔法（英語：Enochian magic），或譯以諾克魔法，又稱天使魔法，是十六世紀時英國數學家、天文學家、神秘學家約翰·迪伊與爱德华·凯利宣稱研究出與《以諾書》有關、可與天使溝通的儀式魔法，據說迪伊以凱利為靈媒與烏列爾溝通。